# Coccoloba darienensis
Coccoloba darienensis är en slideväxtart som beskrevs av Howard. Coccoloba darienensis ingår i släktet Coccoloba och familjen slideväxter. Inga underarter finns listade i Catalogue of Life.